# Triopas (rei de Argos)
Triopas, na mitologia grega, foi, segundo vários autores, o sétimo rei de Argos  (1552 - 1506 a.C.).
Segundo Eusébio, ele sucedeu a Forbas, reinou por 46 anos, e foi sucedido por Crotopo. No quadragésimo primeiro ano do seu reinado, iniciou-se o êxodo dos hebreus.
Segundo Pausânias, Triopas teve dois filhos, Iaso e Agenor; Iaso foi o pai de Io, que foi para o Egito, e Agenor foi o pai de Crotopo, que sucedeu a seu tio Iaso.
Sua filha Messênia casou-se com Polycaon, o segundo filho de Lélex, rei da Lacônia. Insatisfeita com a vida privada, e orgulhosa de sua origem, Messênia e seu marido Polycaon reuniram uma tropa de argivos e lacedemônios e conquistaram uma região do Peloponeso que passou a ter seu nome, a Messênia, e fundaram a cidade de Andania.